# Wodospad Wrzosówki
Wodospad Wrzosówki (niem. Turmfall, Turmwasserfall) – wodospad w polskich Karkonoszach, na potoku Wrzosówka, powyżej Jagniątkowa.
Znajduje się w skalistym wąwozie zwanym Uroczyskiem, poniżej Baszt Skalnych, na wysokości ok. 655 m n.p.m.
Wodospad Wrzosówki przed wojną posiadał status pomnika przyrody, obecnie leży na obszarze Karkonoskiego Parku Narodowego.